# Percy LeSueur

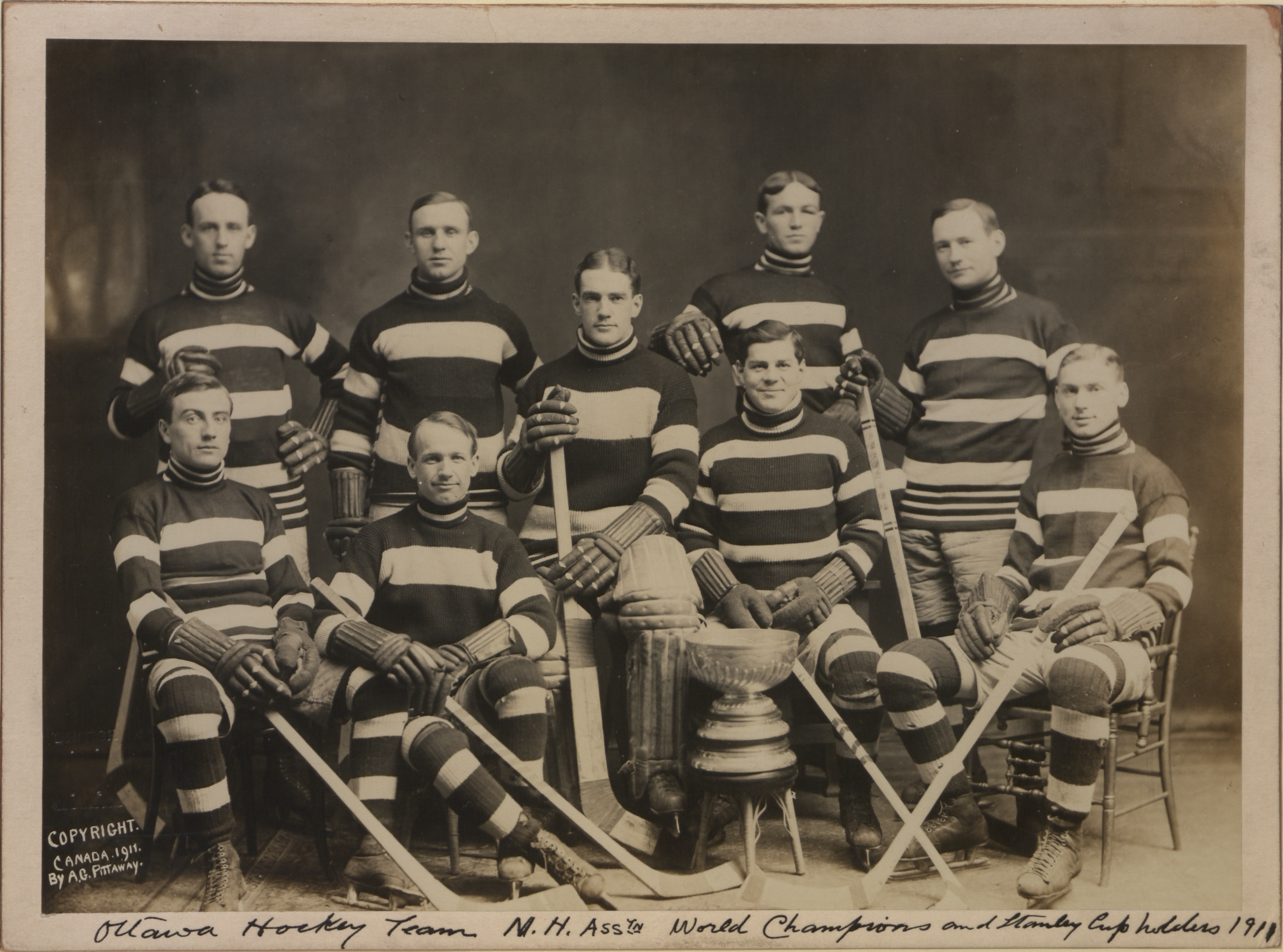
Percy LeSueur, i mitten, med Ottawa Hockey Club och Stanley Cup 1911.

Percivale "Percy" St. Helier LeSueur, född 18 november 1881 i Québec, Québec, död 27 januari 1962 i Hamilton, Ontario, var en kanadensisk professionell ishockeymålvakt och ishockeytränare.

## Karriär
Percy LeSueur spelade för Ottawa Senators, Toronto Shamrocks och Toronto Blueshirts i NHA åren 1909–1916. Dessförinnan spelade han ishockey på amatörnivå för Smiths Falls Seniors.
LeSueur vann Stanley Cup med Ottawa Senators 1909 och 1911.
Säsongen 1923–24 tränade LeSueur Hamilton Tigers i NHL under tio matcher.

## Statistik
FAHL = Federal Amateur Hockey League, ECAHA = Eastern Canada Amateur Hockey Association, CHA = Canadian Hockey Association

M = Matcher, V = Vinster, F = Förluster, O = Oavgjorda, IM = Insläppta mål, N = Hållna nollor, Min. = Spelade minuter, GIM = Genomsnitt insläppta mål per match

### Grundserie
| Säsong     | Lag                  | Liga       | M   | V  | F  | O | IM  | N | Min. | GIM  |
| ---------- | -------------------- | ---------- | --- | -- | -- | - | --- | - | ---- | ---- |
| 1903–04    | Smiths Falls Seniors | OHA        | 6   | 3  | 3  | 0 | 13  | 2 | 370  | 2.11 |
| 1904–05    | Smiths Falls Seniors | OHA        | —   | —  | —  | — | —   | — | —    | —    |
| 1905–06    | Smiths Falls Seniors | FAHL       | 7   | 7  | 0  | 0 | 16  | 1 | 420  | 2.30 |
| 1907       | Ottawa Senators      | ECAHA      | 10  | 7  | 3  | 0 | 54  | 0 | 602  | 5.38 |
| 1907–08    | Ottawa Senators      | ECAHA      | 10  | 7  | 3  | 0 | 51  | 0 | 630  | 4.86 |
| 1909       | Ottawa Senators      | ECHA       | 12  | 10 | 2  | 0 | 63  | 0 | 728  | 5.19 |
| 1909–10    | Ottawa Senators      | CHA        | 2   | 2  | 0  | 0 | 9   | 0 | 120  | 4.50 |
| 1910       | Ottawa Senators      | NHA        | 12  | 9  | 3  | 0 | 66  | 0 | 730  | 5.41 |
| 1910–11    | Ottawa Senators      | NHA        | 16  | 13 | 3  | 0 | 69  | 1 | 990  | 4.18 |
| 1911–12    | Ottawa Senators      | NHA        | 18  | 9  | 9  | 0 | 91  | 0 | 1126 | 4.84 |
| 1912–13    | Ottawa Senators      | NHA        | 18  | 7  | 10 | 0 | 70  | 0 | 994  | 4.23 |
| 1913–14    | Ottawa Senators      | NHA        | 13  | 6  | 6  | 0 | 42  | 1 | 773  | 3.26 |
| 1914–15    | Toronto Shamrocks    | NHA        | 20  | 7  | 13 | 0 | 96  | 0 | 1205 | 4.78 |
| 1915–16    | Toronto Blueshirts   | NHA        | 23  | 9  | 13 | 1 | 92  | 1 | 1416 | 3.90 |
| NHA totalt | NHA totalt           | NHA totalt | 120 | 60 | 57 | 1 | 526 | 3 | 7114 | 4.37 |

### Stanley Cup – Utmaningsmatcher
| Säsong  | Lag                  | M | V | F | O | IM | N | Min. | GIM  |
| ------- | -------------------- | - | - | - | - | -- | - | ---- | ---- |
| 1905–06 | Smiths Falls Seniors | 2 | 0 | 2 | 0 | 14 | 0 | 120  | 7.00 |
| 1905–06 | Ottawa Senators      | 1 | 1 | 0 | 0 | 3  | 0 | 60   | 3.00 |
| 1909–10 | Ottawa Senators      | 4 | 4 | 0 | 0 | 15 | 0 | 240  | 3.75 |
| 1910–11 | Ottawa Senators      | 2 | 2 | 0 | 0 | 8  | 0 | 120  | 4.00 |
| Totalt  | Totalt               | 9 | 7 | 2 | 0 | 40 | 0 | 540  | 4.44 |

Statistik från hockey-reference.com och justsportsstats.com